# Gagaja
Gagaja (ŋaŋatʃa) ist ein Titel in der Rotumanischen Sprache von Fidschi mit der Bedeutung „Chief“ oder „Herr“. Der Titel kann sich auf eine formale Häuptlingsposition in einem der sieben Distrikte (gagaj 'es itu'u) oder einen Dorfhäuptling (fa 'es ho'aga) beziehen, aber auch andere führende Persönlichkeiten bezeichnen, wie den Chairman des Rotuma Island Council (Gagaj Jeaman ta), wenn dies Respekt und Ehrerbietung aufgrund von Fähigkeiten und Stellung dies erfordern. Im Gegensatz zu vielen anderen Kulturen im Pazifischen Kulturraum werden die offiziellen Häuptlingsämter in Fidschi nicht aufgrund von Erstgeborenenrecht, sondern durch eine Wahl aus einem bestimmten Kreis von wahlfähigen Männern einer so genannten kạinaga (Familie oder Clangruppe) gewählt, zu welcher der Häuptlingstitel gehört.

## Chiefs in Rotuma
In Rotuma bezeichnet „gagaja“ heute den bedeutendsten traditionellen Häuptlingstitel im Gegensatz zu den „mata“ (≈ Distrikthäuptlingen). Gagaja existieren für zwei Ebenen:

### Gagaj 'es itu'u
„Gagaj 'es itu'u“ sind Distrikthäuptlinge, die jeweils einen der sieben Distrikte des Rotuma Island Council vertreten, das wichtigste Entscheidungsgremium auf der Insel Rotuma. Daneben haben sie leitende Aufgaben im täglichen Leben und führen die beispielsweise bei größeren Projekten, die sie aufgrund von Gemeinschaftsentscheidungen der Dorfgemeinschaft durchführen. Die Distriktchiefs unterstehen einer Rangordnung und erhalten bei den traditionellen Kavazeremonien und Festmählern in bestimmter Reihenfolge ihren Anteil. Der Rang wird durch ihre Rolle im letzten Krieg festgelegt. Da in Rotuma seit den Rotuman Religious Wars kein Krieg mehr stattgefunden hat, wurde diese Ordnung seit 1878 nicht mehr verändert. Die Reihenfolge ist daher:
1. Noa'tau
2. Oinafa
3. Itu'ti'u
4. Malhaha
5. Pepjei
6. Juju
7. Itu'muta

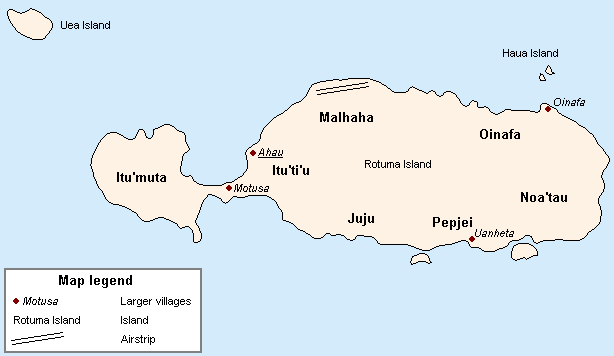

Diese Rangfolge stellt die Aufstellung der Wesleyan Methodist Alliance zwischen Noa'tau, Oinafa, Itu'ti'u and Malhaha dar, die den letzten Konflikt für sich entschieden, im Gegensatz zu Pepjei und Juju (die zusammen als „Fag'uta“ bezeichnet werden), sowie Itu'muta, welche auf Seiten der unterlegenen Catholic Alliance kämpften. Aufgrund der politischen Instabilität nach diesem Krieg wurde Rotuma 1881 Teil des British Empire auf Intervention der englischen wesleyanischen Missionare.
Viele Häuptlingsprivilegien werden zusammen mit den Titeln weitergegeben, die so genannten „'as togi“. Diese stehen in der Kompetenz der „mosega“ der Distrikte. Die mosega (wörtl. 'Bett') sind Gruppen von drei bis vier Clans (kạinaga), die auf den Ahnen des Titels zurückgehen. Nach dem Tod eines Häuptlings wird der neue Häuptling aus den Mitgliedern der mosega gewählt. Idealerweise sollte der Titel unter den kạinaga der mosega rotieren, in Wirklichkeit ist heute der Prozess oft politisch bestimmt.
Der zweithöchste Titel in jedem Distrikt ist der fạufisi, der als Verwaltungsaufgaben übernimmt und den gagaj 'es itu'u während Abwesenheiten vertritt.

### Fa 'es ho'aga
Das „ho'aga“ (Dorf) ist eine administrative Einheit die mehrere Haushalte als Arbeitsgruppen zusammenfasst. Die Arbeiten werden von den fa 'es ho'aga ('Mann mit dem Dorf' in Rotumanisch) beaufsichtigt. Die fa 'es ho'aga gehören zu den mosega des Dorfes und das Amt beinhaltet gewöhnlich auch bestimmte ‘as togi.

## Religion
Im Christentum wird Gagaja oft in der Bedeutung 'Herr' verwendet, wie in „Herr Gott“ (Gagaj Aitu).